# Югославський фронт Другої світової війни
Югославський фронт Другої світової війни (1939–1945) , відомий як Народно-визвольна війна Югославії — збройний конфлікт між Народно-визвольною армією Югославії та її союзниками з окупаційними військами нацистської Німеччини, фашистської Італії та їх прибічників після вторгнення військ країн Осі до Югославії у квітні 1941 року в ході операції «Ауфмарш 25». Воєнні дії між місцевим населенням країни розпочалися практично негайно після того, як Королівство Югославія було знищено супротивником і сталося розчленування країни між Німеччиною, Італією, Угорщиною, Болгарією та маріонетковими державами, що були ними утворені.
Спочатку війна розпочалася як повстанська і партизанська під проводом прокомуністичних сил за визволення країни від окупантів, але поступово перетворилася на війну і проти місцевих маріонеткових режимів, як-от: Незалежної Держави Хорватія, Королівства Чорногорії та сербського Уряду Національного порятунку. Водночас, це була кривава громадянська війна між партизанами та сербськими монархістами, так званими четниками, які підтримували окупантів.
Із моменту вторгнення військ агресорів на територію країни як югославські партизани, так і монархічно налаштовані четники билися за незалежність Югославії разом. Однак після 1941 року, рух четників перейшов до політики колабораціонізму і розпочав плідно та систематично підтримувати італійські окупаційні війська. У вересні 1943, після капітуляції фашистської Італії, четники перейшли на бік німців та усташів.
Війська Вермахту за підтримки місцевих колабораціоністів неодноразово здійснювали спробу знищити осередки партизанського руху держави і взимку та навесні 1943 були дуже близькі до успіху. Однак попри програні битви югославським партизанам вдавалося швидко відновити свою боєздатність і завоювати підтримку лідерів країн-союзників антигітлерівської коаліції, а після завершення війни заснувати нову соціалістичну державу. Отримуючи регулярну підтримку своїх дій, а також матеріальні та інші запаси, необхідні для ведення боротьби, югославські партизани спромоглися відвоювати власну країну, а на завершальній фазі у взаємодії з військами 3-го Українського фронту маршала Радянського Союзу Ф.Толбухіна звільнити столицю і остаточно розгромити окупаційні сили.
Ціна чотирирічної борні колосальна. Хоча точна кількість жертв цієї війни залишається предметом суперечок, у цілому дослідники історії Югославії погоджуються з висновком, що втрати серед населення країни становлять щонайменше 1 мільйон чоловік.
Активну участь у народно-визвольній війні Югославії брали понад 6000 громадян СРСР багатьох національностей, які воювали у складі 188 частин, з'єднань і військових установ НВАЮ, у тому числі «російських» військових формувань.